# Comuna Vălci Dol, Varna
Vălci Dol (în bulgară Вълчи дол) este o comună în regiunea Varna, Bulgaria, formată din orașul Vălci Dol și 21 de sate. 

## Localități componente

### Orașe
- Vălci Dol

### Sate
| - Boiana - Brestak - Cervenți - Dobrotici - Esenița - Gheneral Kiselovo - Gheneral Kolevo | - Iskăr - Izvornik - Kaloian - Karamanite - Krakra - Metlicina - Mihalici | - Oboriște - Radan Voivoda - Stefan Karadja - Strahil - Voivodino - Zvăneț - Știpsko |

## Demografie
Componența etnică a comunei Vălci Dol
     Turci (19,31%)
     Romi (10,62%)
     Bulgari (55,1%)
     Nicio identificare (14,6%)
     Altele (0,34%)
La recensământul din 2011, populația comunei Vălci Dol era de 10.052 locuitori. Din punct de vedere etnic, majoritatea locuitorilor (55,1%) erau bulgari, existând și minorități de turci (19,31%) și romi (10,62%). Pentru 14,6% din locuitori nu este cunoscută apartenența etnică.